# Abida bigerrensis
Abida bigerrensis es una especie de molusco gasterópodo de la familia Chondrinidae.

## Distribución geográfica
Es endémica de los montes vascos (España) y el oeste y centro de los Pirineos (Francia).